# فرانك ويلتون بيلي
فرانك ويلتون بيلي هو شخصية أعمال كندي، ولد في 9 أغسطس 1875 في تورونتو في كندا، وتوفي بنفس المكان في 2 يناير 1921.